# 學術作為一種志業
〈學術作為一種志業〉（德語：Wissenschaft als Beruf）是德國社會學家馬克斯·韋伯1917年11月7日在慕尼黑大學向大學生發表的演講，其手寫稿於1918年出版。韋伯從自身經驗出發，比較德國與美國大學體系之異同，談論體系如何影響年輕人選擇學術研究作為職業。以此為出發點，韋伯討論從事學術所必須具備的內在特質，指出學者因學術特性而必須面對的孤獨、超越道路。

## 外部連結

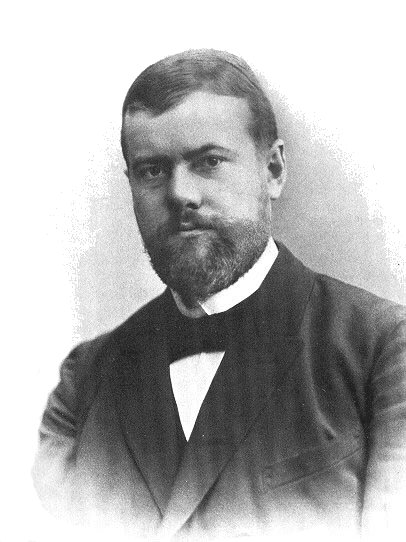
馬克斯·韋伯於1894年的肖像

- Original text “Wissenschaft als Beruf” at German Wikisource（页面存档备份，存于）
- Online ebook of Science as a Vocation（页面存档备份，存于）
- Wissenschaft als Beruf: online eBook